# Mã quốc gia: U-Z
- A
- B
- C
- D–E
- F
- G
- H–I
- J–K
- L
- M
- N
- O–Q
- R
- S
- T
- U–Z

## Uganda
| ISO 3166-1 numeric 800        | ISO 3166-1 alpha-3 UGA | ISO 3166-1 alpha-2 UG              | Tiền tố mã sân bay ICAO HU       |
| Mã E.164 +256                 | Mã quốc gia IOC UGA    | Tên miền quốc gia cấp cao nhất .ug | Tiền tố đăng ký sân bay ICAO 5X- |
| Mã quốc gia di động E.212 641 | Mã ba ký tự NATO UGA   | Mã hai ký tự NATO (lỗi thời) UG    | Mã MARC LOC UG                   |
| ID hàng hải ITU 675           | Mã ký tự ITU UGA       | Mã quốc gia FIPS UG                | Mã biển giấy phép EAU            |
| Tiền tố GTIN GS1 —            | Mã quốc gia UNDP UGA   | Mã quốc gia WMO UG                 | Tiền tố callsign ITU 5XA-5XZ     |

## Ukraina
| ISO 3166-1 numeric 804        | ISO 3166-1 alpha-3 UKR | ISO 3166-1 alpha-2 UA              | Tiền tố mã sân bay ICAO UK            |
| Mã E.164 +380                 | Mã quốc gia IOC UKR    | Tên miền quốc gia cấp cao nhất .ua | Tiền tố đăng ký sân bay ICAO UR-      |
| Mã quốc gia di động E.212 255 | Mã ba ký tự NATO UKR   | Mã hai ký tự NATO (lỗi thời) UP    | Mã MARC LOC UN                        |
| ID hàng hải ITU 272           | Mã ký tự ITU UKR       | Mã quốc gia FIPS UP                | Mã biển giấy phép UA                  |
| Tiền tố GTIN GS1 482          | Mã quốc gia UNDP UKR   | Mã quốc gia WMO UR                 | Tiền tố callsign ITU EMA-EOZ, URA-UZZ |

## UAE
| ISO 3166-1 numeric 784                       | ISO 3166-1 alpha-3 ARE | ISO 3166-1 alpha-2 AE              | Tiền tố mã sân bay ICAO OM       |
| Mã E.164 +971                                | Mã quốc gia IOC UAE    | Tên miền quốc gia cấp cao nhất .ae | Tiền tố đăng ký sân bay ICAO A6- |
| Mã quốc gia di động E.212 050, 055, 056, 052 | Mã ba ký tự NATO ARE   | Mã hai ký tự NATO (lỗi thời) TC    | Mã MARC LOC TS                   |
| ID hàng hải ITU 470                          | Mã ký tự ITU UAE       | Mã quốc gia FIPS AE                | Mã biển giấy phép UAE            |
| Tiền tố GTIN GS1 629                         | Mã quốc gia UNDP UAE   | Mã quốc gia WMO ER                 | Tiền tố callsign ITU A6A-A6Z     |

## Anh Quốc
| ISO 3166-1 numeric 826             | ISO 3166-1 alpha-3 GBR | ISO 3166-1 alpha-2 GB                     | Tiền tố mã sân bay ICAO EG                                                                 |
| Mã E.164 +44                       | Mã quốc gia IOC GBR    | Tên miền quốc gia cấp cao nhất .uk and.gb | Tiền tố đăng ký sân bay ICAO G-                                                            |
| Mã quốc gia di động E.212 234, 235 | Mã ba ký tự NATO GBR   | Mã hai ký tự NATO (lỗi thời) UK           | Mã MARC LOC XXK                                                                            |
| ID hàng hải ITU 232-235            | Mã ký tự ITU G         | Mã quốc gia FIPS UK                       | Mã biển giấy phép GB                                                                       |
| Tiền tố GTIN GS1 500-509           | Mã quốc gia UNDP UKM   | Mã quốc gia WMO UK                        | Tiền tố callsign ITU 2AA-2ZZ, GAA-GZZ, MAA-MZZ, VPA-VQZ VSA-VSZ, ZBA-ZJZ, ZNA-ZOZ, ZQA-ZQZ |

## Hoa Kỳ
| ISO 3166-1 numeric 840            | ISO 3166-1 alpha-3 USA | ISO 3166-1 alpha-2 US              | Tiền tố mã sân bay ICAO K, PA, PB, PF, PH, PJ, PL, PM, PO, PP, PW |
| Mã E.164 +1                       | Mã quốc gia IOC USA    | Tên miền quốc gia cấp cao nhất .us | Tiền tố đăng ký sân bay ICAO N                                    |
| Mã quốc gia di động E.212 310-316 | Mã ba ký tự NATO USA   | Mã hai ký tự NATO (lỗi thời) US    | Mã MARC LOC XXU                                                   |
| ID hàng hải ITU 338, 366-369      | Mã ký tự ITU USA       | Mã quốc gia FIPS US                | Mã biển giấy phép USA                                             |
| Tiền tố GTIN GS1 000-139          | Mã quốc gia UNDP USA   | Mã quốc gia WMO US                 | Tiền tố callsign ITU AAA-ALZ, KAA-KZZ NAA-NZZ, WAA-WZZ            |

## Uruguay
| ISO 3166-1 numeric 858        | ISO 3166-1 alpha-3 URY | ISO 3166-1 alpha-2 UY              | Tiền tố mã sân bay ICAO SU       |
| Mã E.164 +598                 | Mã quốc gia IOC URU    | Tên miền quốc gia cấp cao nhất .uy | Tiền tố đăng ký sân bay ICAO CX- |
| Mã quốc gia di động E.212 748 | Mã ba ký tự NATO URY   | Mã hai ký tự NATO (lỗi thời) UY    | Mã MARC LOC UY                   |
| ID hàng hải ITU 770           | Mã ký tự ITU URG       | Mã quốc gia FIPS UY                | Mã biển giấy phép ROU            |
| Tiền tố GTIN GS1 773          | Mã quốc gia UNDP URU   | Mã quốc gia WMO UY                 | Tiền tố callsign ITU CVA-CXZ     |

## Uzbekistan
| ISO 3166-1 numeric 860        | ISO 3166-1 alpha-3 UZB | ISO 3166-1 alpha-2 UZ              | Tiền tố mã sân bay ICAO UT       |
| Mã E.164 +998                 | Mã quốc gia IOC UZB    | Tên miền quốc gia cấp cao nhất .uz | Tiền tố đăng ký sân bay ICAO UK- |
| Mã quốc gia di động E.212 434 | Mã ba ký tự NATO UZB   | Mã hai ký tự NATO (lỗi thời) UZ    | Mã MARC LOC UZ                   |
| ID hàng hải ITU —             | Mã ký tự ITU UZB       | Mã quốc gia FIPS UZ                | Mã biển giấy phép UZ             |
| Tiền tố GTIN GS1 478          | Mã quốc gia UNDP UZB   | Mã quốc gia WMO UZ                 | Tiền tố callsign ITU UJA-UMZ     |

## Vanuatu
| ISO 3166-1 numeric 548        | ISO 3166-1 alpha-3 VUT | ISO 3166-1 alpha-2 VU              | Tiền tố mã sân bay ICAO NV              |
| Mã E.164 +678                 | Mã quốc gia IOC VAN    | Tên miền quốc gia cấp cao nhất .vu | Tiền tố đăng ký sân bay ICAO YJ-        |
| Mã quốc gia di động E.212 541 | Mã ba ký tự NATO VUT   | Mã hai ký tự NATO (lỗi thời) NH    | Mã MARC LOC NN                          |
| ID hàng hải ITU 576           | Mã ký tự ITU VUT       | Mã quốc gia FIPS NH                | Mã biển giấy phép VU (không chính thức) |
| Tiền tố GTIN GS1 —            | Mã quốc gia UNDP VAN   | Mã quốc gia WMO NV                 | Tiền tố callsign ITU YJA-YJZ            |

## Thành Vatican
| ISO 3166-1 numeric 336        | ISO 3166-1 alpha-3 VAT | ISO 3166-1 alpha-2 VA              | Tiền tố mã sân bay ICAO —        |
| Mã E.164 +379                 | Mã quốc gia IOC —      | Tên miền quốc gia cấp cao nhất .va | Tiền tố đăng ký sân bay ICAO HV- |
| Mã quốc gia di động E.212 225 | Mã ba ký tự NATO VAT   | Mã hai ký tự NATO (lỗi thời) VT    | Mã MARC LOC VC                   |
| ID hàng hải ITU 208           | Mã ký tự ITU CVA       | Mã quốc gia FIPS VT                | Mã biển giấy phép V              |
| Tiền tố GTIN GS1 —            | Mã quốc gia UNDP HLS   | Mã quốc gia WMO —                  | Tiền tố callsign ITU HVA-HVZ     |

## Venezuela
| ISO 3166-1 numeric 862        | ISO 3166-1 alpha-3 VEN | ISO 3166-1 alpha-2 VE              | Tiền tố mã sân bay ICAO SV            |
| Mã E.164 +58                  | Mã quốc gia IOC VEN    | Tên miền quốc gia cấp cao nhất .ve | Tiền tố đăng ký sân bay ICAO YV-      |
| Mã quốc gia di động E.212 734 | Mã ba ký tự NATO VEN   | Mã hai ký tự NATO (lỗi thời) VE    | Mã MARC LOC VE                        |
| ID hàng hải ITU 775           | Mã ký tự ITU VEN       | Mã quốc gia FIPS VE                | Mã biển giấy phép YV                  |
| Tiền tố GTIN GS1 759          | Mã quốc gia UNDP VEN   | Mã quốc gia WMO VN                 | Tiền tố callsign ITU 4MA-4MZ, YVA-YYZ |

## Việt Nam
| ISO 3166-1 numeric 704        | ISO 3166-1 alpha-3 VNM | ISO 3166-1 alpha-2 VN              | Tiền tố mã sân bay ICAO VV            |
| Mã E.164 +84                  | Mã quốc gia IOC VIE    | Tên miền quốc gia cấp cao nhất .vn | Tiền tố đăng ký sân bay ICAO VN-      |
| Mã quốc gia di động E.212 452 | Mã ba ký tự NATO VNM   | Mã hai ký tự NATO (lỗi thời) VM    | Mã MARC LOC VM                        |
| ID hàng hải ITU 574           | Mã ký tự ITU VTN       | Mã quốc gia FIPS VM                | Mã biển giấy phép VN                  |
| Tiền tố GTIN GS1 893          | Mã quốc gia UNDP VIE   | Mã quốc gia WMO VS                 | Tiền tố callsign ITU 3WA-3WZ, XVA-XVZ |

## Quần đảo Virgin (Anh)
| ISO 3166-1 numeric 092        | ISO 3166-1 alpha-3 VGB | ISO 3166-1 alpha-2 VG              | Tiền tố mã sân bay ICAO TU          |
| Mã E.164 +1 284               | Mã quốc gia IOC IVB    | Tên miền quốc gia cấp cao nhất .vg | Tiền tố đăng ký sân bay ICAO VP-LV- |
| Mã quốc gia di động E.212 348 | Mã ba ký tự NATO VGB   | Mã hai ký tự NATO (lỗi thời) VS    | Mã MARC LOC VB                      |
| ID hàng hải ITU 378           | Mã ký tự ITU VRG       | Mã quốc gia FIPS VI                | Mã biển giấy phép BVI               |
| Tiền tố GTIN GS1 —            | Mã quốc gia UNDP BVI   | Mã quốc gia WMO VG                 | Tiền tố callsign ITU —              |

## Quần đảo Virgin (Mỹ)
| ISO 3166-1 numeric 850        | ISO 3166-1 alpha-3 VIR | ISO 3166-1 alpha-2 VI              | Tiền tố mã sân bay ICAO MI, TI  |
| Mã E.164 +1 340               | Mã quốc gia IOC ISV    | Tên miền quốc gia cấp cao nhất .vi | Tiền tố đăng ký sân bay ICAO N- |
| Mã quốc gia di động E.212 332 | Mã ba ký tự NATO VIR   | Mã hai ký tự NATO (lỗi thời) VI    | Mã MARC LOC VI                  |
| ID hàng hải ITU 379           | Mã ký tự ITU VIR       | Mã quốc gia FIPS VQ                | Mã biển giấy phép —             |
| Tiền tố GTIN GS1 —            | Mã quốc gia UNDP UVI   | Mã quốc gia WMO VI                 | Tiền tố callsign ITU —          |

## Wallis và Futuna
| ISO 3166-1 numeric 876        | ISO 3166-1 alpha-3 WLF | ISO 3166-1 alpha-2 WF              | Tiền tố mã sân bay ICAO NL      |
| Mã E.164 +681                 | Mã quốc gia IOC —      | Tên miền quốc gia cấp cao nhất .wf | Tiền tố đăng ký sân bay ICAO F- |
| Mã quốc gia di động E.212 543 | Mã ba ký tự NATO WLF   | Mã hai ký tự NATO (lỗi thời) WF    | Mã MARC LOC WF                  |
| ID hàng hải ITU 578           | Mã ký tự ITU WAL       | Mã quốc gia FIPS WF                | Mã biển giấy phép F             |
| Tiền tố GTIN GS1 —            | Mã quốc gia UNDP WFI   | Mã quốc gia WMO FW                 | Tiền tố callsign ITU —          |

## Tây Sahara
| ISO 3166-1 numeric 732        | ISO 3166-1 alpha-3 ESH | ISO 3166-1 alpha-2 EH            | Tiền tố mã sân bay ICAO GS       |
| Mã E.164 +212                 | Mã quốc gia IOC —      | Tên miền quốc gia cấp cao nhất — | Tiền tố đăng ký sân bay ICAO CN- |
| Mã quốc gia di động E.212 604 | Mã ba ký tự NATO ESH   | Mã hai ký tự NATO (lỗi thời) WI  | Mã MARC LOC SS                   |
| ID hàng hải ITU —             | Mã ký tự ITU AOE       | Mã quốc gia FIPS WI              | Mã biển giấy phép ME(?)          |
| Tiền tố GTIN GS1 —            | Mã quốc gia UNDP SAH   | Mã quốc gia WMO EH               | Tiền tố callsign ITU —           |

## Yemen
| ISO 3166-1 numeric 887        | ISO 3166-1 alpha-3 YEM | ISO 3166-1 alpha-2 YE              | Tiền tố mã sân bay ICAO OY       |
| Mã E.164 +967                 | Mã quốc gia IOC YEM    | Tên miền quốc gia cấp cao nhất .ye | Tiền tố đăng ký sân bay ICAO 7O- |
| Mã quốc gia di động E.212 421 | Mã ba ký tự NATO YEM   | Mã hai ký tự NATO (lỗi thời) YE    | Mã MARC LOC YE                   |
| ID hàng hải ITU 473, 475      | Mã ký tự ITU YEM       | Mã quốc gia FIPS YM                | Mã biển giấy phép YAR            |
| Tiền tố GTIN GS1 —            | Mã quốc gia UNDP YEM   | Mã quốc gia WMO YE                 | Tiền tố callsign ITU 7OA-7OZ     |

## Zambia
| ISO 3166-1 numeric 894        | ISO 3166-1 alpha-3 ZMB | ISO 3166-1 alpha-2 ZM              | Tiền tố mã sân bay ICAO FL       |
| Mã E.164 +260                 | Mã quốc gia IOC ZAM    | Tên miền quốc gia cấp cao nhất .zm | Tiền tố đăng ký sân bay ICAO 9J- |
| Mã quốc gia di động E.212 645 | Mã ba ký tự NATO ZMB   | Mã hai ký tự NATO (lỗi thời) ZA    | Mã MARC LOC ZA                   |
| ID hàng hải ITU 678           | Mã ký tự ITU ZMB       | Mã quốc gia FIPS ZA                | Mã biển giấy phép RNR            |
| Tiền tố GTIN GS1 —            | Mã quốc gia UNDP ZAM   | Mã quốc gia WMO ZB                 | Tiền tố callsign ITU 9IA-9JZ     |

## Zimbabwe
| ISO 3166-1 numeric 716        | ISO 3166-1 alpha-3 ZWE | ISO 3166-1 alpha-2 ZW              | Tiền tố mã sân bay ICAO FV      |
| Mã E.164 +263                 | Mã quốc gia IOC ZIM    | Tên miền quốc gia cấp cao nhất .zw | Tiền tố đăng ký sân bay ICAO Z- |
| Mã quốc gia di động E.212 648 | Mã ba ký tự NATO ZWE   | Mã hai ký tự NATO (lỗi thời) ZI    | Mã MARC LOC RH                  |
| ID hàng hải ITU 679           | Mã ký tự ITU ZWE       | Mã quốc gia FIPS ZI                | Mã biển giấy phép ZW            |
| Tiền tố GTIN GS1 —            | Mã quốc gia UNDP ZIM   | Mã quốc gia WMO ZW                 | Tiền tố callsign ITU Z2A-Z2Z    |